# 33-й мотострелковый полк
33-й мотострелковый Берлинский Донской казачий полк — тактическое формирование Сухопутных войск Российской Федерации.
Сокращённое наименование — 33 мсп (с 1992 г. — 33 омсп).
В период Холодной войны полк был в составе 207-й мотострелковой дивизии и дислоцировался в г. Штендаль (ГДР). В 1992 году выведен в Россию и преобразован в отдельный, дислоцировался в г. Волгоград.
В советское время в список личного состава 1-й роты 1-го батальона почётным воином навечно был зачислен Мелитон Кантария — младший сержант РККА, который вместе с сержантом М. А. Егоровым под руководством лейтенанта А. П. Береста первыми водрузили Знамя Победы на крыше здания Рейхстага.
9 мая 1985 года, в день 40-летия Великой Победы Мелитон Кантария посетил 33-й полк, дислоцировавшийся в то время в городе Штендаль, ГДР. Мелитон Кантария присутствовал на праздничной церемонии, выступив перед личным составом полка с поздравлением, а также принял участие в смотре торжественного марша подразделений полка.

## История
Создан в 1943 году как 594-й стрелковый полк в составе 207-я стрелковая дивизия (3-го формирования).
594-й стрелковый полк принимал участие в штурме Берлина в составе 207-й стрелковой дивизии 3-й ударной армии, за что приказом Верховного главнокомандующего № 0111 от 11 июня 1945 года полку было присвоено почётное наименование «Берлинский».
В 1955 году 207-я стрелковая дивизия получила новый номер — 32-я стрелковая дивизия (в/ч 41112), все полки дивизии также получили новые номера, 594-й стрелковый полк стал 33-м стрелковым полком (в/ч 86854).
17 мая 1957 года 32-й стрелковый полк был переформирован в 33-й мотострелковый Берлинский полк 32-й мотострелковой Померанской Краснознамённой, ордена Суворова дивизии, с сохранением знамени, почётного наименования, исторического формуляра и боевой славы 594-го стрелкового полка. 17 ноября 1964 года 32-я мотострелковая дивизия была переименована в 207-ю мотострелковую дивизию (в/ч 8351).
В январе 1992 года 33-й мотострелковый полк был выведен из состава 207-й мотострелковой дивизии и передислоцирован из города Штендаль в город Волгоград где вошёл в состав СКВО.
На момент вывода из ГДР имел на вооружении 31 — Т-80, 149 — БТР-80, 28 — БТР-60, 6 — БМП-2, 4 — БРМ-1К, 18 — 2С1 «Гвоздика», 18 — 2С12 «Сани».
Приказом Минобороны РФ от 15 июня 1994 года полку присвоено почётное наименование «Донской казачий».
В 1994—1995 годах 33-й отдельный мотострелковый Берлинский Донской казачий полк участвовал в штурме Грозного в составе 8-го гвардейского армейского корпуса. 33-й отдельный мотострелковый полк под командованием полковника Владимира Верещагина в составе группировки «Северо-Восток» вёл наступление на город с севера. В сражении за город В. Верещагин был ранен. Полк участвовал в штурме бывшего здания Совета министров ЧИАССР вместе с 74-й гв. омсбр и 61-й обрмп. Жёсткая борьба за совмин закончилась его взятием 16 января 1995 г. 21 января 33-му полку поставлена задача взять Дом печати, с чем полк справился успешно.
На 2007 год 33-й отдельный мотострелковый полк напрямую подчинялся Северо-Кавказскому военному округу, располагался в городе Волгоград, имел численность 2840 человек и следующее вооружение: 29 — Т-72, 52 — БМП-2, 6 — БРМ-1К, 1 — БТР-80, 12 — 2С3 «Ака́ция», 1 — М-30, 8 — БМП-1КШ, 2 — ПРП-3, 3 — РХМ, 2 — БРЭМ-4.
Возрождён в 2021 году вместе с 20-й гвардейской мотострелковой дивизией.
26 февраля 2022 года во время вторжения в Украину в Херсонской области погиб командир полка гвардии подполковник Юрий Юрьевич Агарков.

## Отличившиеся воины
- Корниенко, Игорь Александрович, начальник штаба полка, погиб 6 января 1995 года в результате миномётного обстрела.